# Splachnum pensylvanicum
Splachnum pensylvanicum är en bladmossart som beskrevs av Abel Joel Grout och H. Crum 1966. Splachnum pensylvanicum ingår i släktet parasollmossor, och familjen Splachnaceae. Inga underarter finns listade i Catalogue of Life.